# Kamienica przy ulicy Jana Sobieskiego 17 w Krakowie
Kamienica przy ulicy Jana Sobieskiego 17 – zabytkowa kamienica znajdująca się w Krakowie, w dzielnicy I, na Piasku.

## Historia
Kamienica została wzniesiona w latach 1891–1893, według projektu architekta Leopolda Tlachny. W 1913 roku wybudowano oficynę kamienicy według projektu Władysława Burkiewicza.
Kamienica znajduje się w gminnej ewidencji zabytków.